# Pier Vittorio Buffa
Pier Vittorio Buffa (Roma, 3 agosto 1952) è un giornalista e scrittore italiano.

## Biografia
Dopo aver lavorato al Il Messaggero, a Panorama e al Il Secolo XIX nel 1975 entra al settimanale  L'Espresso dove segue soprattutto l'attualità politica e giudiziaria. Nel 1982 è arrestato, e poi assolto, per aver opposto il segreto professionale al pubblico ministero che gli chiedeva le fonti dell'articolo Il rullo confessore, in cui denunciava le torture inflitte ai brigatisti arrestati dopo il sequestro Dozier. Nel 1984 scrive, insieme a Franco Giustolisi, Al di là di quelle mura, resoconto di un lungo viaggio nelle carceri italiane. Nel 1988, sempre con Franco Giustolisi, pubblica, per Mondadori, Mara, Renato e io, la storia dei fondatori delle Brigate Rosse raccontata in prima persona da Alberto Franceschini.
È stato capo della redazione politica del settimanale L'Espresso, vice direttore de Il Mattino di Padova, Nuova Venezia e Tribuna di Treviso, direttore del Centro, condirettore dell'Agl (l'agenzia centrale dei quotidiani locali del gruppo), direttore della redazione web dei giornali locali del gruppo editoriale Espresso. Nel 1995 ha pubblicato il romanzo Ufficialmente dispersi, vincitore del Premio Scanno Narrativa 1995 e successivamente ristampato da Transeuropa Edizioni e da Piemme.
Il suo Io ho visto, uscito nel 2013, si è aggiudicato la Menzione speciale premio Pozzale-Luigi Russo 2013, e, nel 2014, il Premio Sandro Onofri per il reportage narrativo e il Premio Omegna Giovani. Dal 2013 insegna all'Istituto di formazione per il giornalismo di Urbino. Nel 2014 ha ideato e curato per L'Espresso e i giornali locali del gruppo lo speciale online La Grande Guerra - I diari raccontano. Nel 2015 ha curato l'edizione di La prima guerra mondiale in Italia, opera in quattro volumi realizzata L'Espresso con la collaborazione dell'Archivio Diaristico Nazionale. Nel 2017 ha pubblicato, con la prefazione di Emma Bonino, l'opera Non volevo morire così. Santo Stefano e Ventotene. Storie di ergastolo e di confino. Nel 2019 gli è stato assegnato il premio giornalistico Roberto Ghinetti.
Il suo secondo romanzo, La Casa dell'uva fragola, pubblicato da Piemme, nel 2023 è stato nella cinquina finalista del premio Alassio 2023 e ha ricevuto una menzione speciale dalla giuria del Premio "Scritture di lago". 
Tra il 2023 e il 2024 per la collana 99celle, edita da Ultima spiaggia e curata dall'Associazione per Santo Stefano in Ventotene di cui fa parte, ha pubblicato insieme ad altri autori una storia dell'ex ergastolo di Santo Stefano  (Novantanove celle) e Uccidi il tiranno.

## Opere
- con Franco Giustolisi, Al di là di quelle mura, Rizzoli, 1984, ISBN 9788817531702
- con Alberto Franceschini e Franco Giustolisi, Mara, Renato e io, storia dei fondatori delle Brigate rosse, Mondadori, 1988, ISBN 8804305673
- Ufficialmente dispersi, Marsilio 1995, ISBN 9788831761130, Transeuropa 2010, ISBN 8875800731, Piemme, 2022, ISBN 9788855447485
- Io ho visto, Nutrimenti, 2013, ISBN 8865942193
- con Maurizio Giammuso, Io ho visto (Teatro)
- La Prima guerra mondiale in Italia, Cronache dal fronte, L'Espresso in collaborazione con l'Archivio Diaristico nazionale, 4 volumi, 2015
- Non volevo morire così. Santo Stefano e Ventotene. Storie di ergastolo e di confino. Con la prefazione di Emma Bonino, Nutrimenti, 2017, ISBN 9788865945070.
- La Casa dell'uva fragola, Piemme, 2023, ISBN 9788856688306
- con Anthony Santilli, Novantanove celle, Ultima spiaggia, 2023, ISBN  9788898607525
- con Bruno Manfellotto e Anthony Santilli, Uccidi il tiranno, Ultima spiaggia, 2024. ISBN 9788898607570
- con Nicola Maranesi (a cura di), Liberazione quotidiana. Il 25 aprile 1945 nei diari di Pieve Santo Stefano succedeoggi Libri, 2025, ISBN 9788899467302